# Hilarie Burtonová
Hilarie Ross Burtonová (* 1. července 1982) je americká herečka. Po šest sezón znázorňovala Peyton Sawyerovou v dramatickém seriálu televizní sítě CW One Tree Hill (2003–2009). Širší uznání získala Burtonová hlavními rolemi ve filmech Jsi jen naše, Slunovrat, The List. V roce 2010 začala hrát v seriálu Ve službách FBI a v roce 2013 získala vedlejší roli doktorky Lauren Boswell v ABC lékařském seriálu Chirurgové.

## Mládí
Hilarie Burtonová se narodila 1. července 1982 ve Sterlingu. Je nejstarší ze čtyř dětí, má tři bratry. V roce 2000 ukončila střední školu Park View High School, kde byla pokladní studentské rady, místoprezidentkou, a hlavní roztleskávačkou, prezidentkou studentské rady a královnou plesu v posledním roce studia. Poté Burtonová navštěvovala Newyorskou univerzitu a Fordhamskou univerzitu.

## Kariéra
Zlom v její kariéře nastal s moderátorskou pozicí na stanici MTV pro show Total Request Live. V roce 2000 moderovala MTV Video Music Awards a MTV's Iced Out New Year's Eve. Samu sebe si zahrála v roce 2002 v seriálu Dawsonův svět.
V dubnu 2003 byla obsazena do hlavní role Peyton Sawyer v seriálu stanice CW One Tree Hill. Seriál měl premiéru 23. září 2003 a získal u diváků veliký úspěch. Za roli získala tři nominace na cenu Teen Choice Awards. V květnu 2009 bylo oznámeno, že se již nevrátí do sedmé série seriálu.
V červnu 2005 si zahrála ve filmu Jsi jen naše, který získal úspěch u kritiků. Za roli získala cenu na Filmovém festivalu v Sarasotě. V září 2007 se objevila v dramatickém filmu Takoví normální puberťáci a ten samý rok si zahrála v hororovém filmu Slunovrat, po boku Amandy Seyfriedové a Elizabeth Harnois.
V červnu 2008 získala roli v nezávislém thrillerovém filmu The List a v dramatickém filmu Tajný život včel, kde hrála matku postavy Dakoty Fanning. V lednu 2009 byla obsazena do filmu Rodinná prokletí, ve kterém si zahráli také Hilary Duff a Val Kilmer. V červenci roku 2010 získala vedlejší roli v kriminálním seriálu Ve službách FBI. V květnu 2013 byla obsazena do role doktorky Lauren Boswell v seriálu Chirurgové. V srpnu 2013 začala pracovat na seriálu stanice CBS Hostages. V červenci 2015 získala vedlejší roli ve sci-fi seriálu Extant.

## Osobní život
V roce 2004 si vzala asistenta režiséra seriálu One Tree Hill Iana Prangeho. Dvojice se rozvedla v roce 2009.
Od roku 2009 je ve vztahu s hercem Jeffreyem Deanem Morganem. Jejich první syn Augustus se narodil v březnu roku 2010. Dcera George Virginia Morgan se jim narodila v únoru roku 2018. Dvojice se vzala dne 5. října 2019.

## Filmografie

### Film
| Rok  | Název                                        | Role            | Poznámky    |
| ---- | -------------------------------------------- | --------------- | ----------- |
| 2005 | Jsi jen naše                                 | Bobbie Chester  |             |
| 2007 | Takoví normální puberťáci                    | Ryan            |             |
| 2007 | Solstice                                     | Alicia          |             |
| 2008 | The List                                     | Jo Johnston     |             |
| 2008 | Tajný život včel                             | Deborah Owens   |             |
| 2009 | The True-Love Tale of Boyfriend & Girlfriend | Přítel          |             |
| 2010 | Rodinná prokletí                             | Hazel           |             |
| 2014 | Black Eyed Dog                               | —               |             |
| 2015 | Good Ol' Boy                                 | Nancy Brunner   |             |
| 2020 | 618 to Omaha                                 | Paní Jenkinsová | krátký film |

### Televize
| Rok       | Název                         | Role                     | Poznámky                                                     |
| --------- | ----------------------------- | ------------------------ | ------------------------------------------------------------ |
| 2000–2004 | Total Request Live            | Samu sebe                |                                                              |
| 2002      | Dawsonův svět                 | VJ Hilarie               | díl: „100 Light Years from Home“                             |
| 2003–2009 | One Tree Hill                 | Peyton Sawyer            | hlavní role, 130 dílů                                        |
| 2003      | MTV's Iced Out New Year's Eve | Samu sebe                |                                                              |
| 2003      | MTV Does Miami                | Samu sebe                |                                                              |
| 2003      | MTV Diary                     | Samu sebe                |                                                              |
| 2003      | The Real World: Las Vegas     | Samu sebe                |                                                              |
| 2003      | Pepsi Smash                   | Samu sebe                |                                                              |
| 2005      | Unscripted                    | Samu sebe                |                                                              |
| 2008      | Malá Velká Británie v USA     | Lesbická studentka       | díl: „1.06“                                                  |
| 2010–2013 | Ve službách FBI               | Sara Ellis               | hlavní role (3. řada), vedlejší role (2. a 4. řada), 20 dílů |
| 2012      | Castle na zabití              | Kay Cappuccio            | díl: „Pes, přítel člověka“                                   |
| 2012      | Naughty or Nice               | Krissy Kringle           | TV film (Hallmark)                                           |
| 2013      | Chirurgové                    | Dr. Lauren Boswell       | vedlejší role, 3 díly                                        |
| 2013      | Hostages                      | Samantha                 | vedlejší role, 4 díly                                        |
| 2013      | Christmas on the Bayou        | Katherine "Kat"          | TV film (Lifetime)                                           |
| 2014–2015 | Forever                       | Iona Payne / Molly Dowes | 2 díly                                                       |
| 2015      | Surprised by Love             | Josie Mayfield           | TV film (Hallmark)                                           |
| 2015      | Extant                        | Anna Schaefer            | vedlejší role, 6 dílů                                        |
| 2015      | Last Chance for Christmas     | Annie                    | TV film (Lifetime)                                           |
| 2016      | Počtyřech                     | Kennedy                  | díl: „Advanced Pretend“                                      |
| 2016      | Francouzská romance           | Terry Russell            | TV film (Hallmark)                                           |
| 2016–2017 | Smrtonosná zbraň              | Karen Palmer             | 6 dílů                                                       |
| 2018      | The Christmas Contract        | Jolie                    | TV film (Lifetime)                                           |
| 2019      | A Christmas Wish              | Faith                    | TV film (Lifetime)                                           |
| 2020      | Council of Dads               | Margot                   | vedlejší role, 4 díly                                        |
| 2020      | Dear Christmas                | Cameo                    | TV film                                                      |
| 2021–2022 | Živí mrtví                    | Lucille                  | hostující role (10. řada)                                    |
| 2022      | Good Sam                      | Gretchen Taylor          | díl: „Keep Talking“                                          |

### Hudební videoklipy
| Rok  | Název            | Umělec           | Role          |
| ---- | ---------------- | ---------------- | ------------- |
| 2005 | „The Mixed Tape“ | Jack's Mannequin | Peyton Sawyer |